# Pitcairnia staminea
Pitcairnia staminea là một loài thực vật có hoa trong họ Bromeliaceae. Loài này được Lodd. miêu tả khoa học đầu tiên năm 1823.